# Luigi d’Este

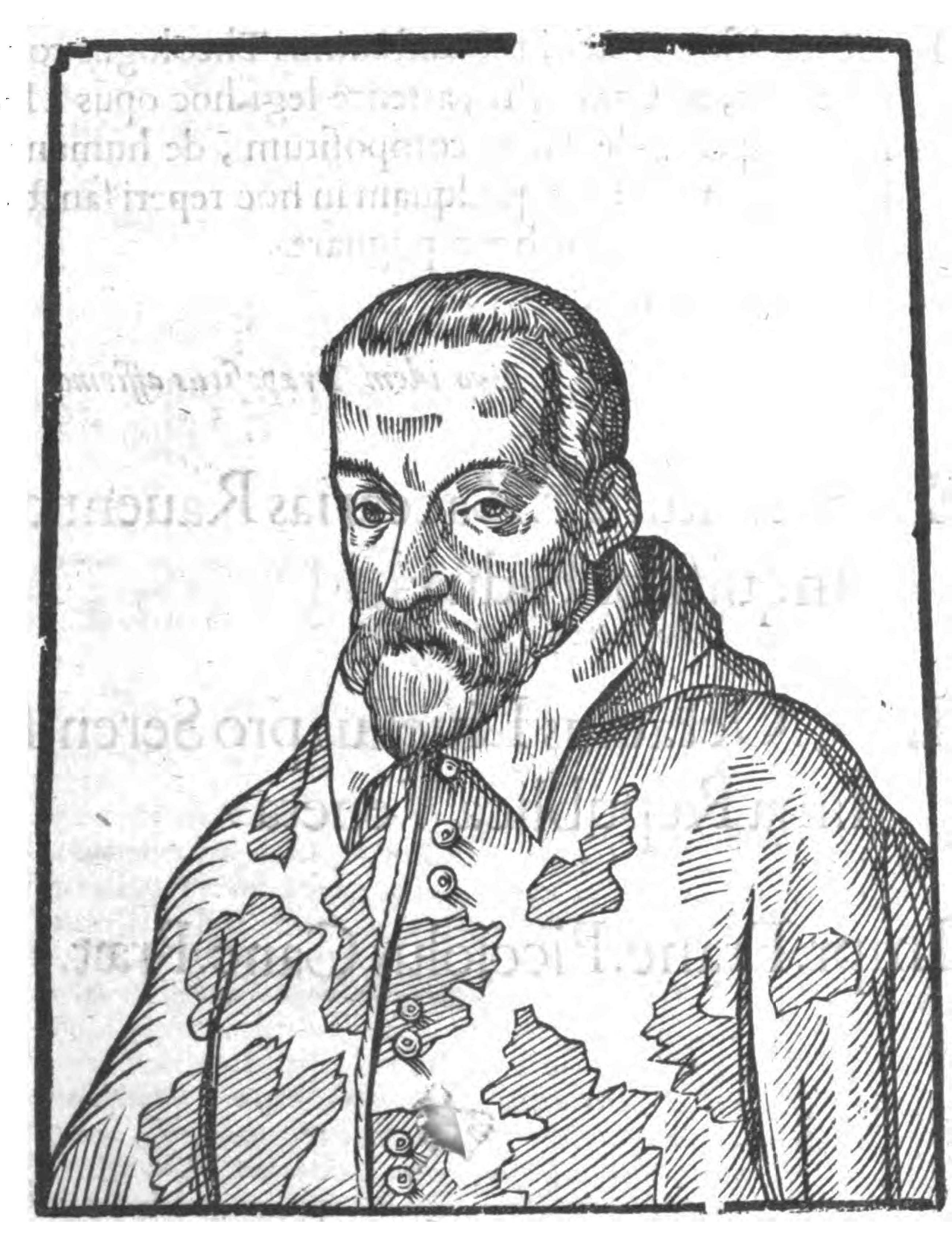
Posthumiges Porträt von Kardinal d’Este

Luigi d’Este (* 25. Dezember 1538 in Ferrara; † 30. Dezember 1586 in Rom) war ein italienischer Kardinal.

## Biografie
Luigi, das fünfte und letzte Kind, war der zweite Sohn des Herzogs von Ferrara Ercole II. d’Este und seiner Frau Prinzessin Renée de France, Tochter von Ludwig XII. von Frankreich und Anne de Bretagne. Ihre Großeltern väterlicherseits waren Alfonso I. d’Este und Lucrezia Borgia, Tochter von Papst Alexander VI. Sein älterer Bruder Alfonso II. d’Este erbte das Herzogtum Ferrara.
Ausgestattet mit einem stolzen und unabhängigen Charakter wäre er für alles andere als ein kirchliches Leben geeignet gewesen. Das „Gesetz des Zweitgeborenen“ sah jedoch vor, dass er die Soutane trug, und wie sehr Luigi auch rebellierte, er wurde bereits als Kind unter die Obhut des strengen Nicolò Tassoni gestellt, der ihn im Hinblick auf seine bevorstehende Ernennung zum Kardinal bilden sollte. Luigi wurde von Bartolomeo Ricci da Lugo, einem angesehenen Philologen, Rhetoriker, Grammatiker und profunden Kenner der griechischen und lateinischen Sprache, Francesco Porto als griechischen Meister, während ihm Astronomie und Moralphilosophie von Giambattista Nicolucci vermittelt wurden. Religion wurde vom französischen Jesuiten Pelletier, der ausdrücklich von Ignatius von Loyola geschickt wurde, vermittelt. Seine Leidenschaft für die italienische Literatur geht auf die Zeit seines Studiums zurück.
Nur seine Mutter war mit den Leiden ihres Sohnes nachsichtig, während Ercole, sein Onkel Ippolito II. und sein Bruder Alfonso zu jedem Übergriff bereit waren, um den Widerstand des jungen Mannes zu brechen und das entscheidende Bündnis mit dem Heiligen Stuhl zu stärken. So führten Ippolito und Ercole Luigi eines Tages, mit der Absicht ihn wieder zur Vernunft zu bringen, in die Villa von Sabbioncello. Es scheint, dass ein heftiger Streit entstand, bei dem Luigi eine Verletzung des Augapfels erlitt, die ihn lebenslang schielen ließ.
Am 1. Mai 1550 ermächtigte Julius III. Kardinal Salviati, auf das Bistum Ferrara zu Gunsten von Luigi zu verzichten, das jedoch erst nach Salviatis Tod in Besitz genommen werden sollte. Als Salviati im Oktober 1553 starb, wurde Luigis Nachfolge von in einem Brief vom 28. Mai 1551 bestätigt. Auf Grund des jungen Alters wurde Luigi bis zum 25. Lebensjahr zum Verwalter der Kirche erklärt und ihm Graf Tassoni als Verwalter in weltlichen Angelegenheiten und der Bischof von Comacchio A. Rossetti als Verwalter in geistlichen Angelegenheiten zur Seite gestellt.

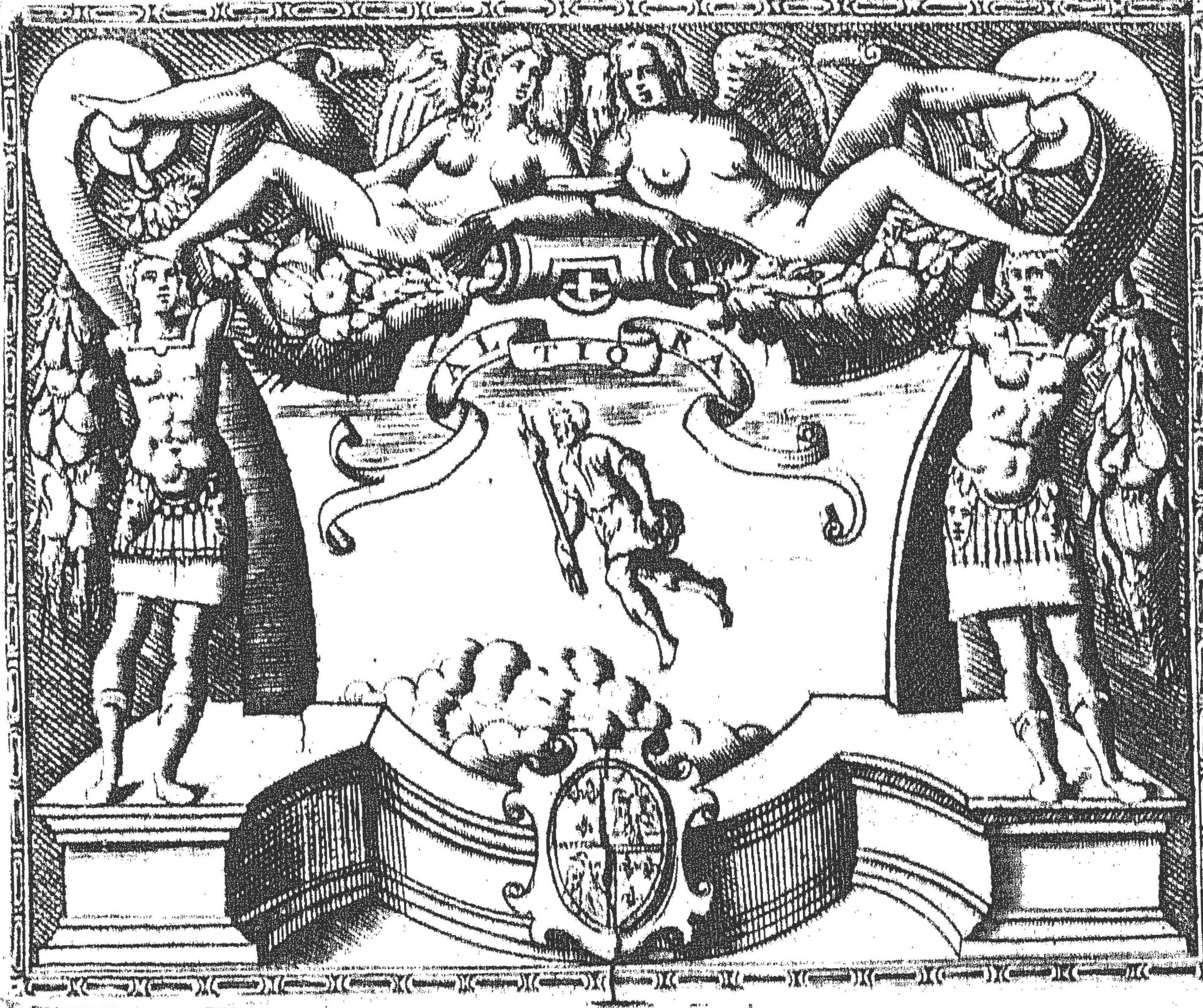
Motto von Kardinal Luigi d’Este aus Le imprese illustri del S. Ieronimo Ruscelli...., Venedig, 1584, S. 279. Es stellt Prometheus dar, der unter dem Motto ALTIORA in den Himmel aufsteigt. Darunter, in der Mitte, das Este-Wappen mit Adlern und Lilien.

Beeinflusst von den weltlichen Prinzipien der Renaissance und vom kulturellen und künstlerischen Umfeld entwickelte Luigi eine Persönlichkeit, der die Anforderungen, die an einen Renaissance-Prälaten gestellt wurden, fremd waren. Dies brachte ihm wiederholt Rügen seiner Lehrer und Verwandten ein. 1556 versuchte er, angelockt von den Angeboten des Kardinals L. Madruzzo, heimlich nach Spanien zu reisen, um König Philipp II. zu dienen. Nach der Aufdeckung des Komplotts wurde Luigi in der Nähe von Mantua angehalten, am 12. November 1556 nach Ferrara zurückgebracht und auf Befehl des Herzogs in der Burg inhaftiert. Auf Druck des Königs von Frankreich wurde er freigelassen, jedoch von seinem Vater unter strenge Aufsicht gestellt. Nachdem sich die Beziehungen zu Herzog und Onkel weiter verschlechtert hatten, beschloss er, mit Unterstützung seiner Mutter nach Frankreich zu reisen. Am 13. Juli 1558 verließ er heimlich Ferrara und reiste zu seinem Bruder Alfonso. Als Enkel Ludwigs XII., Cousin König Heinrichs II. und Schwager des mächtigen Herzogs von Guisa wurde er am französischen Hof eher als Verwandter denn als ein italienischer Prinz begrüßt. Luigi war bestrebt, Maria von Bourbon zu heiraten, aber die Bemühungen waren vergeblich. Auf Drängen seines Bruders, der inzwischen Herzog geworden war, und unter Druck des französischen Hofes, der eigene Vertreter im Heiligen Kollegium haben wollte, kehrte er im Mai 1560 nach Ferrara zurück. Am 26. Februar 1561 kreierte ihn Papst Pius IV. zum Kardinal der Heiligen Römischen Kirche, am 6. Juli 1562 erfolgte seine Installation als Kardinaldiakon der Titeldiakonie Santi Nereo ed Achilleo. Luigi wollte nie zum Priester geweiht werden und blieb ein Diakon.
Mit der XXXV. Sitzung des Konzils von Trient wurde Luigi das reiche Erzbistum Auch verliehen. Er behielt jedoch alle Vorteile des Bistums Ferrara und verpflichtete sich, seinem Nachfolger Alfonso Rossetti eine Rente von 1.000 Scudi zu zahlen. In den folgenden Jahren widmete sich Luigi der komplexen Verwaltung seines Erbes. Um die letzten Wünsche seines Vaters zu erfüllen, ließ er 1567 den Palazzo dei Diamanti vollenden. Er ging oft nach Ferrara, wo er eine Beziehung mit Lucrezia Bendidio hatte, die 1562 Graf Baldassarre Macchiavelli heiratete, und wo er Trost in der Zuneigung seiner Schwester Leonora fand. Es wird auch gesagt, dass er während seines Aufenthalts in Ferrara die Sopranistin Mantovano Livia d’Arco kennen lernte, die nach einer Reihe von Treffen seine Geliebte wurde und von den Ferrariern als Kurtisane Livia bezeichnet wurde.
Das waren die Jahre, in denen ihm Torquato Tasso diente. Der junge Dichter widmete ihm 1562 Rinaldo. Er begleitete ihn 1570 auf einer transalpinen Reise, bevor er sein Gefolge verließ und erfolglos versuchte, in den Dienst von Ippolito II. und Francesco Maria della Rovere zu gelangen, und sich schließlich in den Dienst von Alfons II. stellte.
Am 19. Januar 1571 reiste Luigi zum zweiten Mal nach Frankreich. Das Hauptziel war die Abrechnung der kirchlichen Leistungen im Königreich, die neben dem Erzbistum von Auch in elf Abteien bestanden. Im Mai 1572 musste er Paris wegen des Todes von Pius V. verlassen. Er nahm jedoch nicht am Konklave teil, das noch auf dem Weg nach Rom stattfand.
Am 23. Februar 1573 erhielt Luigi vom König von Frankreich ein Mandat, mit dem ihm der Titel des  „Beschützer der Krone am päpstlichen Hof“ verliehen wurde und die Gewährung französischer kirchlicher Leistungen garantierte. Als Beschützer der französischen Krone verteidigte Luigi eifrig die Interessen Frankreichs und erwarb sich die Wertschätzung der französischen Botschafter und des Herrschers. Gregor XIII. übertrug ihm auch das Amt des Gouverneurs von Tivoli.
Das Herzogtum Ferrara war wegen des Fehlens von Erben seitens Alfonso bedroht. Der einzige Weg für die Familie Este Ferrara zu erhalten, bestand darin, sich mit dem Erwerb eines kleinen Königreichs „groß zu machen“. Der günstige Anlass schien mit dem Aussterben der Jagelloni und dem damit verbundenen Erlöschen der polnischen Krone zu kommen. Lugis Reise nach Paris, wo er am 16. August 1573 ankam, war jedoch nutzlos, da Heinrich von Anjou mit seiner unerwarteten Krönung zum König Polens das ambitionierte Projekt zum Scheitern brachte.
Nach seiner Rückkehr ließ er sich endgültig im Kirchenstaat nieder und erbte von seinem Onkel die Villa d’Este, wo er 1581 Michel de Montaigne empfing. Die Jahre in Tivoli waren im Wesentlichen von weltlichen Zerstreuungen geprägt. Es war nicht ungewöhnlich, dass Leonora ihrem Bruder finanziell helfen musste. Luigi ließ die Villa restaurieren, regierte diskret in der Stadt und schloss Verbindungen mit den Jesuiten, was ihm zahlreiche Vorteile brachte.
Auch das letzte Eheprojekt Luigis ist mit den Bedürfnissen des Hauses verbunden. 1581 bat ihn Alfonso, der nach drei Ehen ohne Erben war, zu heiraten um die Vertreibung der Este aus Ferrara zu verhindern. Der Kardinal hat mehrere Vorbehalte geltend gemacht: den prekären Zustand seiner Gesundheit, die Schwierigkeit, vom Papst eine Befreiung zu erhalten sowie der wirtschaftlichen Schaden, der sich aus der Aufgabe der kirchlichen Gewohnheit ergeben würde. Die klare Weigerung des Papstes, die notwendigen Dispensationen zu gewähren, beendete jedoch diesen Versuch.
Auf dem Konklave von 1585 spielte er eine Schlüsselrolle und konnte einen einstimmigen Konsens erzielen, der Sixtus V. auf den Papstthron brachte. Neben weltlichen Ausgaben leistete Luigi auch sein Bestes mit einer aufrichtigen Wohltätigkeit für die Armen. In Tivoli hinterließ er den Ruf eines großmütigen und frommen Prinzen. Er befestigte die Stadtmauern, restaurierte Brücken und Straßen.
Er starb 1586 in Rom und vermachte seinem Bruder Alfonso II. d’Este seinen gesamten Besitz. Luigi d’Este wurde in der Kirche Santa Maria Maggiore (allgemein bekannt als San Francesco) in Tivoli beigesetzt.